# Ехидна (Библия)
Ехи́дна  (греч. έχιδνα — «змея», «гадюка») — в Библии змея со смертельно опасным ядом, в словарях XVIII—XIX веков ядовитая змея вообще, обыкновенная гадюка, также кобра. В переносном значении — коварный, злой, безбожный человек.
Выражение «порождения ехиднины» (греч. γεννήματα ἐχιδνῶν) используется как «самое сильное выражение обличения людей злых и нечестивых».
В Синодальном переводе для обозначения ядовитых змей также используются слова «аспид» и «василиск».

## Использование в Библии
Ехидна упоминается как в Ветхом (Иов. 20:16; Ис. 59:5), так и в Новом Завете (Мф. 3:7; Мф. 12:34; Мф. 23:33; Лк. 3:7; Деян. 28:3).
В «Деяниях Святых Апостолов» рассказывается о укусе ею апостола Павла:

Когда же Павел набрал множество хвороста и клал на огонь, тогда ехидна, выйдя от жара, повисла на руке его. Иноплеменники, когда увидели висящую на руке его змею, говорили друг другу: верно этот человек — убийца, когда его, спасшегося от моря, суд [Божий] не оставляет жить. Но он, стряхнув змею в огонь, не потерпел никакого вреда.— Деян. 28:3-5

### «Порождения ехиднины»
Выражение «порождения ехиднины» (греч. γεννήματα ἐχιδνῶν) используется как «самое сильное выражение обличения людей злых и нечестивых».
Это словосочетание четыре раза встречается в Библии (три раза в Евангелии от Матфея и один раз в Евангелии от Луки) Иоанном Предтечей в его обращении к фарисеям, а также Иисусом Христом.
В первый раз в Евангелии от Матфея словосочетание использует Иоанн Предтеча:

Увидев же Иоанн многих фарисеев и саддукеев, идущих к нему креститься, сказал им: порождения ехиднины! кто внушил вам бежать от будущего гнева?
— Мф. 3:7
Во второй раз его использует Иисус Христос, обращаясь к фарисеям:

Порождения ехиднины! как вы можете говорить доброе, будучи злы? Ибо от избытка сердца говорят уста.
— Мф. 12:34
В третий раз словосочетание встречается, когда Иисус Христос обличает книжников и фарисеев:

Змии, порождения ехиднины! как убежите вы от осуждения в геенну?
— Мф. 23:33
В Евангелии от Луки словосочетание упоминается один раз, использует его Иоанн Предтеча, обращаясь к фарисеям (иное изложение ситуации, уже описанной в Евангелии от Матфея).

#### Примеры использования словосочетания
Наконец, Лев Толстой договорился до того, что священные книги Ветхого и Нового Завета не удостаивает даже и названия сказки, а называет их «самыми вредными книгами в христианском мире, ужасною книгою». При этом невольно восклицаем: о, как ты сам ужасен, Лев Толстой, порождение ехидны, отверзший уста свои на хуление богодуховного Писания Ветхого и Нового Завета, составляющего святыню и неоцененное сокровище всего христианского мира!— Ответ о. Иоанна Кронштадтского на обращение гр. Л. Н. Толстого к духовенству
Протодиакон Андрей Кураев любит называть «порождениями ехидниными» молодых людей из атеистических семей, пришедших на его лекции, за то, что они сумели прорваться через шкуру семейной традиции безбожия.

## В иных источниках
В переносном значении ехидна — коварный, злой, безбожный человек; злой, злорадный человек. Слова ехидный, ехидство (язвительность), ехидничать также выражают негативные качества или действия.
Выражение «подлая ехидна» употребляет Владимир Высоцкий в «Балладе о короткой шее».